# Pander P-1

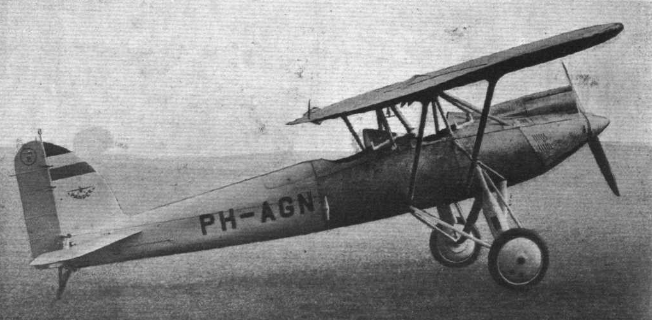
Pander P-2

De Pander P-1 en Pander P-2 waren twee Nederlandse eenmotorige parasolvleugel sportvliegtuigen. Het waren vrijwel identieke tandem tweezitters die door vliegtuigfabriek Pander zijn gebouwd. De eerste vlucht was in 1929.

## Ontwerp en Historie
De P-1 en P-2 waren parasolvliegtuigen waarbij de voorste zitplaats onder de vleugel was gepositioneerd. De toestellen waren een ontwerp van constructeur Theo Slot en grotendeels geconstrueerd van hout. De vleugel was met een aantal stijlen aan de romp bevestigd. De motorkap van de staande lijnmotor had een opening aan de voorkant voor de koeling. Het traditionele onderstel bestond uit twee hoofdwielen plus een staartslof. 
De P-1 ging twee maanden na de registratie in juni 1929 verloren bij een ongeluk, waarbij de eigenaar omkwam. De P-2 heeft in dienst van Pander tussen 1930 en 1933 meegedaan aan een aantal vliegshows en races. In 1930 won het een vliegwedstrijd in Biarritz en werd tweede in Bristol. In 1933 werd de P-2 verkocht aan een privévlieger en vermoedelijk verscheept naar Amerika. Hierna is er verder geen historie van bekend.

## Pander P-3
De Pander P-3 was gebasserd op de P-1 en P-2, maar met een aantal aanpassingen aan de romp, staartvlak en onderstel. Het toestel werd later uitgerust met een cockpitkap. Het vliegtuig werd voortgedreven door een de Havilland Gipsy III viercilinder lijnmotor van 120 pk en haalde hiermee een maximumsnelheid van 210 km/u. De P-3 werd in februari 1932 door F. ten Bos geregistreerd als de PH-AIK. Het privétoestel heeft in 1932 diverse vluchten gemaakt in Nederland en later dat jaar naar Engeland. In mei 1933 ging het vliegtuig verloren tijdens een ongeval nabij Almelo.

## Specificaties
- Type: Pander P-1 en P-2
- Ontwerper: Theo Slot
- Bemanning: 2 (zitplaatsen achter elkaar)
- Lengte: 7,0 m
- Spanwijdte: 10,34 m
- Maximum gewicht: 750 kg
- Motor: 1 × de Havilland Gipsy I viercilinder luchtgekoelde staande lijnmotor, 75 kW (100 pk)
- Propeller: tweeblads
- Eerste vlucht: 1929
- Aantal gebouwd: 2 (1 × P-1 en 1 × P-2)

Prestaties:
- Maximumsnelheid: 200 km/u
- Landingssnelheid: 80 km/u